# Carl Gustav Hempel
Carl Gustav Hempel (n. 8 ianuarie 1905, Oranienburg, Imperiul German – d. 9 noiembrie 1997, Princeton Township⁠(d), New Jersey, SUA) a fost un filosof și logician german, cunoscut îndeosebi pentru pozitivismul logic. Cele mai importante contribuții ale acestuia pentru filosofie sunt modelul deductiv-nomologic pentru explicație științifică, Paradoxul corbului și Dilema lui Hempel.

## Lucrări importante
- 1936: „Über den Gehalt von Wahrscheinlichkeitsaussagen”
- 1936: „Der Typusbegriff im Licht der neuen Logik” cu Paul Oppenheim
- 1942: „The Function of General Laws in History”
- 1943: „Studies in the Logic of Confirmation”
- 1959: „The Logic of Functional Analysis”
- 1965: „Aspects of Scientific Explanation”
- 1966: „Philosophy of Natural Science”

## Colecții de eseuri
- Aspects of Scientific Explanation and Other Essays, 1965, ISBN: 0-02-914340-3
- Selected Philosophical Essays, 2000, ISBN: 0-521-62475-4
- The Philosophy of Carl G. Hempel: Studies in Science, Explanation, and Rationality, 2001, ISBN: 0-19-512136-8

## Articole
- 1945: „On the Nature of Mathematical Truth”, American Mathematical Monthly, nr. 52.
- 1945: „Geometry and Empirical Science”, American Mathematical Monthly, nr. 52.